# Lipsi
Lipsi er en græsk ø beliggende i øgruppen Dodekaneserne tæt på Tyrkiets vestkyst.
Lipsi ligger tæt på Patmos og har et areal på 10 km² samt ca. 700 indbyggere i hovedbyen Lipsi. Øen har ingen lufthavn, så man må sejle til øen, enten med bilfærge fra Patmos, Leros eller Rhodos eller med flyvebåd om sommeren fra Patmos eller Leros.
37°18′N 26°45′Ø / 37.3°N 26.75°Ø